# Pauninsaari
Pauninsaari är en ö i Finland. Den ligger i sjön Puula och i sjön Puula och i kommunen Kangasniemi i den ekonomiska regionen  S:t Michel och landskapet Södra Savolax, i den södra delen av landet, 220 km nordost om huvudstaden Helsingfors. Öns area är 2,9 hektar och dess största längd är 280 meter i sydöst-nordvästlig riktning.